# Trachyphyllum dusenii
Trachyphyllum dusenii är en bladmossart som beskrevs av Brotherus 1907. Trachyphyllum dusenii ingår i släktet Trachyphyllum och familjen Entodontaceae. Inga underarter finns listade i Catalogue of Life.